# Scott Speed
Scott Andrew Speed (* 24. Januar 1983 in Manteca, Kalifornien) ist ein US-amerikanischer Automobilrennfahrer. Er startete 2006 und 2007 in der Formel 1 und danach in der NASCAR. Nach dem Ende seiner NASCAR-Karriere fuhr er im Rallycross.

## Karriere

### Anfänge im Motorsport
Die Karriere von Scott Speed begann im Alter von 12 Jahren beim Kart, mit dem er sich von 1995 bis 2000 beschäftigte, bevor er 2001 in die Formel-Serie aufstieg und in der US Formel Russell Champion wurde. Er fuhr sowohl in der US Barber Formel Dodge als auch 2002 in der Star Mazda Series. 2003 startete er für das ADR Team in der britischen Formel 3. 2004 gewann Scott Speed zwei Championship-Titel: den ersten im Formel Renault 2000 Eurocup und den zweiten in der deutschen Formel Renault.
Durch seine guten Leistungen konnte er 2005 in der Eröffnungssaison der GP2-Serie als Nummer zwei für das iSport-Team neben Can Artam fahren, später wurde er zum ersten Fahrer des Teams. Er bestritt insgesamt 13 Rennen, erreichte eine Pole-Position und schloss die Saison mit 67,5 Punkten als Dritter hinter Nico Rosberg und Heikki Kovalainen ab. Während des Großen Preises von Kanada 2005 arbeitete Scott Speed als Testfahrer für Red Bull Racing und wurde der erste US-amerikanische Fahrer seit Michael Andretti, der wieder an einem Formel-1-Wochenende teilnahm. Außerdem fuhr Scott Speed im gleichen Jahr für das Team USA in der A1GP-Rennserie.

### Formel 1

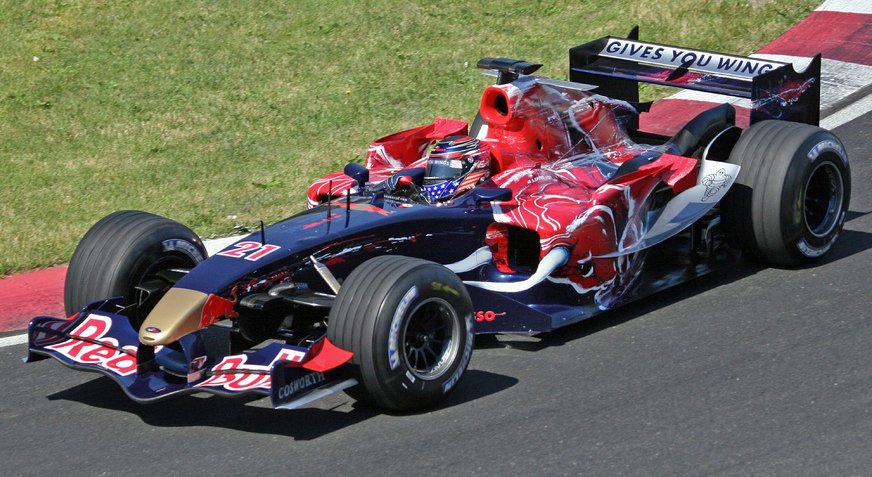
Speed beim GP von Kanada 2006

Nachdem Red Bull Racing Minardi übernommen hatte, gaben sie die Gründung der Scuderia Toro Rosso mit Scott Speed und Vitantonio Liuzzi als Fahrer bekannt. Beim Australien-Grand-Prix 2006 erreichte er als achter Fahrer das Ziel und holte für die Scuderia Toro Rosso zunächst einen WM-Punkt. Später wurde ihm diese Platzierung aberkannt, weil er während einer der zahlreichen Safety-Car-Phasen überholt hatte. Der achte Platz (und damit der WM-Punkt) wurde David Coulthard, dem ersten Fahrer des Mutterteams Red Bull Racing, zugesprochen. Da Scott Speed bei der Verhandlung Coulthard wüst beschimpfte, musste er zudem noch 5000 $ Strafe zahlen.
Speed beendete die Saison ohne Punkte, und es war lange fraglich, ob er auch 2007 in der Formel 1 fahren würde. Nach Tests von Sébastien Bourdais wurde Speed erst kurz vor Saisonbeginn als zweiter Fahrer neben Liuzzi bestätigt – offenbar eine Maßnahme, von der sich Toro Rosso erhoffte, dass sich Speed 2007 steigern würde.
Dennoch hatte Speed auch weiter mit dem schwierig zu fahrenden Auto zu kämpfen. Nach dem Großen Preis von Europa, wo er wie sein Teamkollege Liuzzi, der allerdings einen mechanischen Defekt zu beklagen hatte, im Regen von der Strecke rutschte, kam es zu einem Streit mit Teamchef Franz Tost. Laut Speed habe Tost ihm die Faust in den Rücken gerammt und ihn gegen eine Wand gestoßen.
Nach diesem Vorfall gab es keine Basis mehr für eine Zusammenarbeit. Nach langen Spekulationen in der Fachpresse gab Toro Rosso am 31. Juli 2007 bekannt, dass Scott Speed ab dem Großen Preis von Ungarn durch den damaligen Testfahrer von BMW Sauber, Sebastian Vettel, ersetzt werde.

### NASCAR
Im Jahr 2007 gab Speed zur Vorbereitung auf seine NASCAR-Karriere sein Stockcar-Debüt in der ARCA Racing Series. Am 26. April 2008 erlangte er seinen ersten Stockcar-Sieg bei dem ARCA-RE/MAX-Series-Rennen auf dem Kansas Speedway. Es folgten drei weitere Siege, sodass Speed eine Chance hatte, die Meisterschaft zu gewinnen. Im Laufe des letzten Saisonrennens kam es zu einer Kollision mit dem Meisterschaftsanwärter Ricky Stenhouse jr. Daraufhin rammte Speed Stenhouse jr. absichtlich. Hierfür musste er sich harsche Kritik aus den Reihen der NASCAR und ARCA gefallen lassen.
Neben seinem ARCA-Engagement beteiligte sich Speed auch an Rennen der NASCAR Craftsman Truck Series. Am 30. Mai 2008 gewann er bei seinem insgesamt sechsten Start in dieser Serie das AAA Insurance 200 auf dem Dover International Speedway.
In der Saison 2009 begann Speed als Vollzeitfahrer im NASCAR Sprint Cup, der höchsten NASCAR-Division. Die Saison blieb jedoch ohne Höhepunkte, lediglich einmal erzielte Speed eine Top-10-Platzierung. In der Fahrergesamtwertung reichte es nur zu Platz 35. Auch in der Saison 2010 verbesserten sich seine Leistungen nicht wesentlich, sodass er nur Platz 30 der Gesamtwertung erzielte. Wegen der schwachen Leistungen wurde sein Vertrag am Ende der Saison nicht verlängert.
Im Jahr 2011 schloss Speed einen Vertrag mit Dragon Racing für die 500 Meilen von Indianapolis ab, konnte sich aber infolge technischer Probleme nicht für das Rennen qualifizieren. Im Juli desselben Jahres gab er beim Brickyard 400 sein Comeback im NASCAR Sprintcup.

### Formel E
2015 ging Speed beim Miami ePrix der FIA-Formel-E-Meisterschaft für Andretti Autosport an den Start. Er erreichte mit einem zweiten Platz auf Anhieb eine Podestplatzierung und kam auch bei den nächsten drei Rennen zum Einsatz.

## Persönliches
Scott Speed wohnt zurzeit in Mount Holly, North Carolina.

## Statistik

### Einzelergebnisse in der GP2-Serie
| Jahr | Team                 | 1   | 2   | 3   | 4   | 5   | 6   | 7   | 8   | 9   | 10  | 11  | 12  | 13  | 14  | 15  | 16  | 17  | 18  | 19  | 20  | 21  | 22  | 23  | Punkte | Rang |
| ---- | -------------------- | --- | --- | --- | --- | --- | --- | --- | --- | --- | --- | --- | --- | --- | --- | --- | --- | --- | --- | --- | --- | --- | --- | --- | ------ | ---- |
| 2005 | iSport International | ITA | ITA | ESP | ESP | MON | GER | GER | FRA | FRA | GBR | GBR | GER | GER | HUN | HUN | TUR | TUR | ITA | ITA | BEL | BEL | BRN | BRN | 67,5   | 3.   |
| 2005 | iSport International | 3   | DNF | 2   | 3   | 4   | 16  | 12  | 15  | 18  | 4   | 2   | 4   | 3   | DNF | 19  | 5   | 4   | DNF | 15  | 4   | 4   | DNF | 19  | 67,5   | 3.   |

### Statistik in der Formel-1-Weltmeisterschaft
Diese Statistik umfasst alle Teilnahmen des Fahrers an der Formel-1-Weltmeisterschaft.

#### Gesamtübersicht
| Saison | Team                | Chassis         | Motor            | Rennen | Siege | Zweiter | Dritter | Poles | schn. Rennrunden | Punkte | WM-Pos. |
| ------ | ------------------- | --------------- | ---------------- | ------ | ----- | ------- | ------- | ----- | ---------------- | ------ | ------- |
| 2006   | Scuderia Toro Rosso | Toro Rosso STR1 | Cosworth 3.0 V10 | 18     | –     | –       | –       | –     | –                | –      | 20.     |
| 2007   | Scuderia Toro Rosso | Toro Rosso STR2 | Ferrari 2.4 V8   | 10     | –     | –       | –       | –     | –                | –      | 21.     |
| Gesamt | Gesamt              | Gesamt          | Gesamt           | 28     | –     | –       | –       | –     | –                | –      |         |

#### Einzelergebnisse
| Saison | 1   | 2   | 3   | 4  | 5   | 6  | 7   | 8   | 9   | 10 | 11 | 12 | 13 | 14 | 15 | 16 | 17 | 18 |
| ------ | --- | --- | --- | -- | --- | -- | --- | --- | --- | -- | -- | -- | -- | -- | -- | -- | -- | -- |
| 2006   |     |     |     |    |     |    |     |     |     |    |    |    |    |    |    |    |    |    |
| 13     | DNF | 9   | 15  | 11 | DNF | 13 | DNF | 10  | DNF | 10 | 12 | 11 | 13 | 13 | 14 | 18 | 11 |    |
| 2007   |     |     |     |    |     |    |     |     |     |    |    |    |    |    |    |    |    |    |
| DNF    | 14  | DNF | DNF | 9  | DNF | 13 | DNF | DNF | DNF |    |    |    |    |    |    |    |    |    |

| Legende  | Legende            | Legende                                                          |
| Farbe    | Abkürzung          | Bedeutung                                                        |
| -------- | ------------------ | ---------------------------------------------------------------- |
| Gold     | –                  | Sieg                                                             |
| Silber   | –                  | 2. Platz                                                         |
| Bronze   | –                  | 3. Platz                                                         |
| Grün     | –                  | Platzierung in den Punkten                                       |
| Blau     | –                  | Klassifiziert außerhalb der Punkteränge                          |
| Violett  | DNF                | Rennen nicht beendet (did not finish)                            |
| Violett  | NC                 | nicht klassifiziert (not classified)                             |
| Rot      | DNQ                | nicht qualifiziert (did not qualify)                             |
| Rot      | DNPQ               | in Vorqualifikation gescheitert (did not pre-qualify)            |
| Schwarz  | DSQ                | disqualifiziert (disqualified)                                   |
| Weiß     | DNS                | nicht am Start (did not start)                                   |
| Weiß     | WD                 | zurückgezogen (withdrawn)                                        |
| Hellblau | PO                 | nur am Training teilgenommen (practiced only)                    |
| Hellblau | TD                 | Freitags-Testfahrer (test driver)                                |
| ohne     | DNP                | nicht am Training teilgenommen (did not practice)                |
| ohne     | INJ                | verletzt oder krank (injured)                                    |
| ohne     | EX                 | ausgeschlossen (excluded)                                        |
| ohne     | DNA                | nicht erschienen (did not arrive)                                |
| ohne     | C                  | Rennen abgesagt (cancelled)                                      |
| ohne     | keine WM-Teilnahme |                                                                  |
| sonstige | P/fett             | Pole-Position                                                    |
| sonstige | 1/2/3/4/5/6/7/8    | Punktplatzierung im Sprint-/Qualifikationsrennen                 |
| sonstige | SR/kursiv          | Schnellste Rennrunde                                             |
| sonstige | *                  | nicht im Ziel, aufgrund der zurückgelegten Distanz aber gewertet |
| sonstige | ()                 | Streichresultate                                                 |
| sonstige | unterstrichen      | Führender in der Gesamtwertung                                   |

### Einzelergebnisse in der FIA-Formel-E-Meisterschaft
| Jahr    | Team               | 1   | 2   | 3   | 4   | 5   | 6   | 7   | 8   | 9   | 10  | 11  | Punkte | Rang |
| ------- | ------------------ | --- | --- | --- | --- | --- | --- | --- | --- | --- | --- | --- | ------ | ---- |
| 2014/15 | Andretti Autosport | BEI | PUT | PUN | BUE | MIA | LBH | MON | BER | MOS | LON | LON | 18     | 15.  |
| 2014/15 | Andretti Autosport |     |     |     |     | 2   | DNF | 12  | 13  |     |     |     | 18     | 15.  |

| Legende                      | Legende       | Legende                                                                 |
| Farbe                        | Abkürzung     | Bedeutung                                                               |
| ---------------------------- | ------------- | ----------------------------------------------------------------------- |
| Gold                         | —             | Sieger                                                                  |
| Silber                       | —             | 2. Platz                                                                |
| Bronze                       | —             | 3. Platz                                                                |
| Grün                         | —             | Platzierung in den Punkten                                              |
| Blau                         | —             | Klassifiziert außerhalb der Punkteränge                                 |
| Violett                      | DNF           | Rennen nicht beendet                                                    |
| Violett                      | NC            | nicht klassifiziert                                                     |
| Rot                          | DNQ           | nicht qualifiziert                                                      |
| Schwarz                      | DSQ           | disqualifiziert                                                         |
| Weiß                         | DNS           | nicht am Start                                                          |
| Weiß                         | WD            | zurückgezogen                                                           |
| Weiß                         | C             | Rennen abgesagt                                                         |
| Blanko                       |               | nicht teilgenommen                                                      |
| Blanko                       | DNP           | gemeldet, aber nicht teilgenommen                                       |
| Blanko                       | INJ           | verletzt oder krank                                                     |
| Blanko                       | EX            | ausgeschlossen                                                          |
| sonstige Formate und Zeichen | P/fett        | Pole-Position                                                           |
| sonstige Formate und Zeichen | kursiv        | Schnellste Rennrunde (ab 2017/18: Schnellste Rennrunde der ersten Zehn) |
| sonstige Formate und Zeichen | unterstrichen | Führender in der Gesamtwertung                                          |
| sonstige Formate und Zeichen | °             | FanBoost                                                                |
| sonstige Formate und Zeichen | *             | nicht im Ziel, aufgrund der zurückgelegten Distanz aber gewertet        |
| sonstige Formate und Zeichen | ( )           | Streichresultat                                                         |